# پرچم استان ایوانو فرانکیسوک
پرچم استان ایوانو فرانکیسوک در ۳ فوریه ۲۰۱۴ پذیرفته شد.